# Elaphropeza xizangensis
Elaphropeza xizangensis är en tvåvingeart som först beskrevs av Yang 1989.  Elaphropeza xizangensis ingår i släktet Elaphropeza och familjen puckeldansflugor. Inga underarter finns listade i Catalogue of Life.